# AUTOEXEC.BAT
AUTOEXEC.BAT je jméno systémového souboru operačního systému DOS a jeho variant. Jedná se o textový dávkový soubor, který se nachází v kořenovém adresáři diskového oddílu, ze kterého je DOS zaváděn. Jeho jméno tvoří zkratka (automatické spuštění – anglicky automatic execution), jejíž délka odpovídá maximální možné délce názvu na souborovém systému FAT.